# Storviktjärnen (Norsjö socken, Västerbotten, 720273-166752)
Storviktjärnen är en sjö i Norsjö kommun i Västerbotten och ingår i Skellefteälvens huvudavrinningsområde. Sjön har en area på 0,0611 kvadratkilometer och ligger 292,9 meter över havet.

## Delavrinningsområde
Storviktjärnen ingår i det delavrinningsområde (720433-166932) som SMHI kallar för Utloppet av Norsjön. Medelhöjden är 323 meter över havet och ytan är 81,25 kvadratkilometer. Räknas de 2 avrinningsområdena uppströms in blir den ackumulerade arean 112,98 kvadratkilometer. Noret som avvattnar avrinningsområdet har biflödesordning 4, vilket innebär att vattnet flödar genom totalt 4 vattendrag innan det når havet efter 110 kilometer. Avrinningsområdet består mestadels av skog (61 procent). Avrinningsområdet har 16,58 kvadratkilometer vattenytor vilket ger det en sjöprocent på 20,4 procent.